# Metroxylon upoluense
Metroxylon upoluense är en enhjärtbladig växtart som beskrevs av Odoardo Beccari. Metroxylon upoluense ingår i släktet Metroxylon och familjen Arecaceae.
Artens utbredningsområde är Samoa. Inga underarter finns listade i Catalogue of Life.